# Kreuzbergkirche (Bonn)

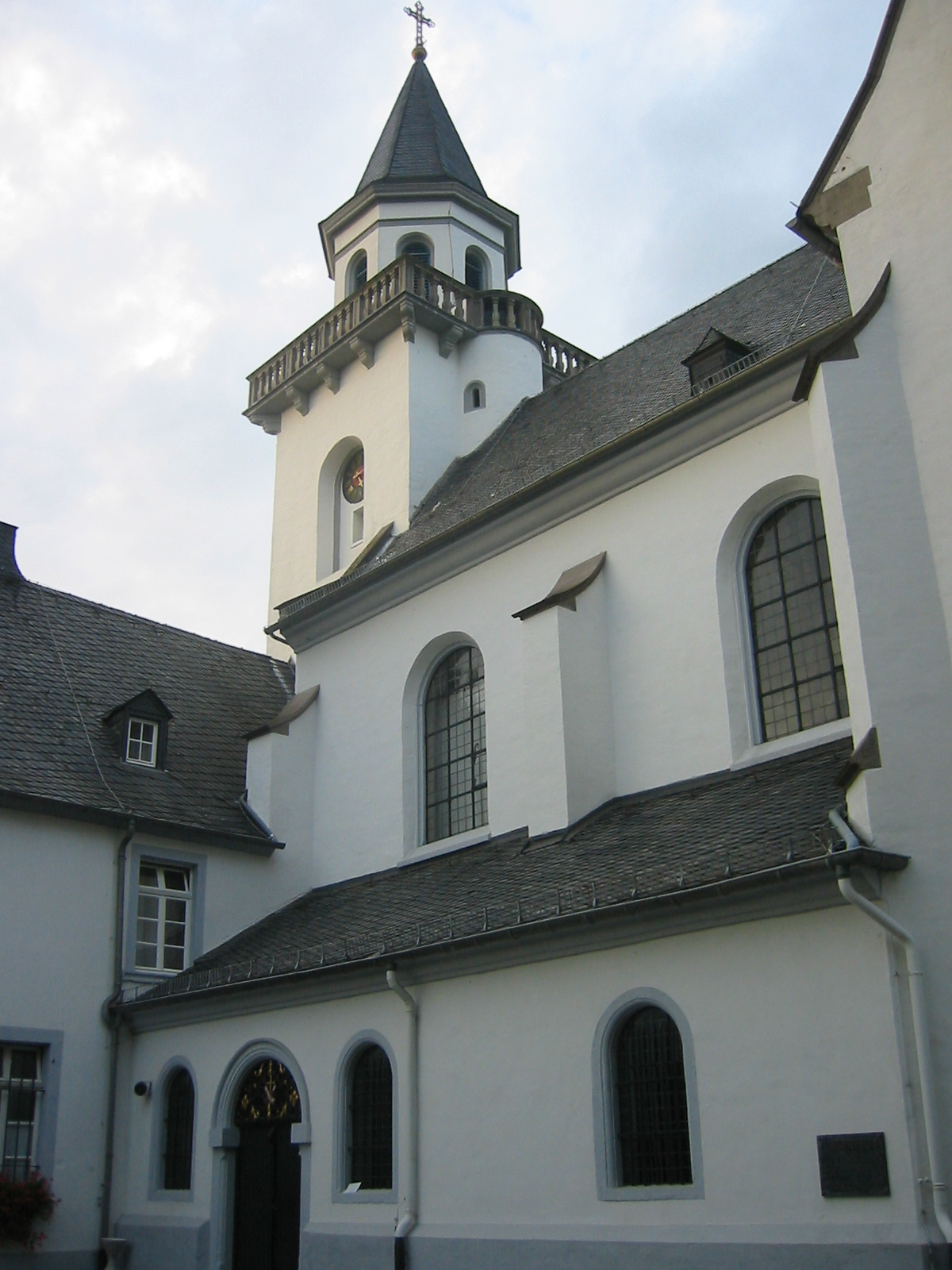
Kreuzbergkirche (2006)

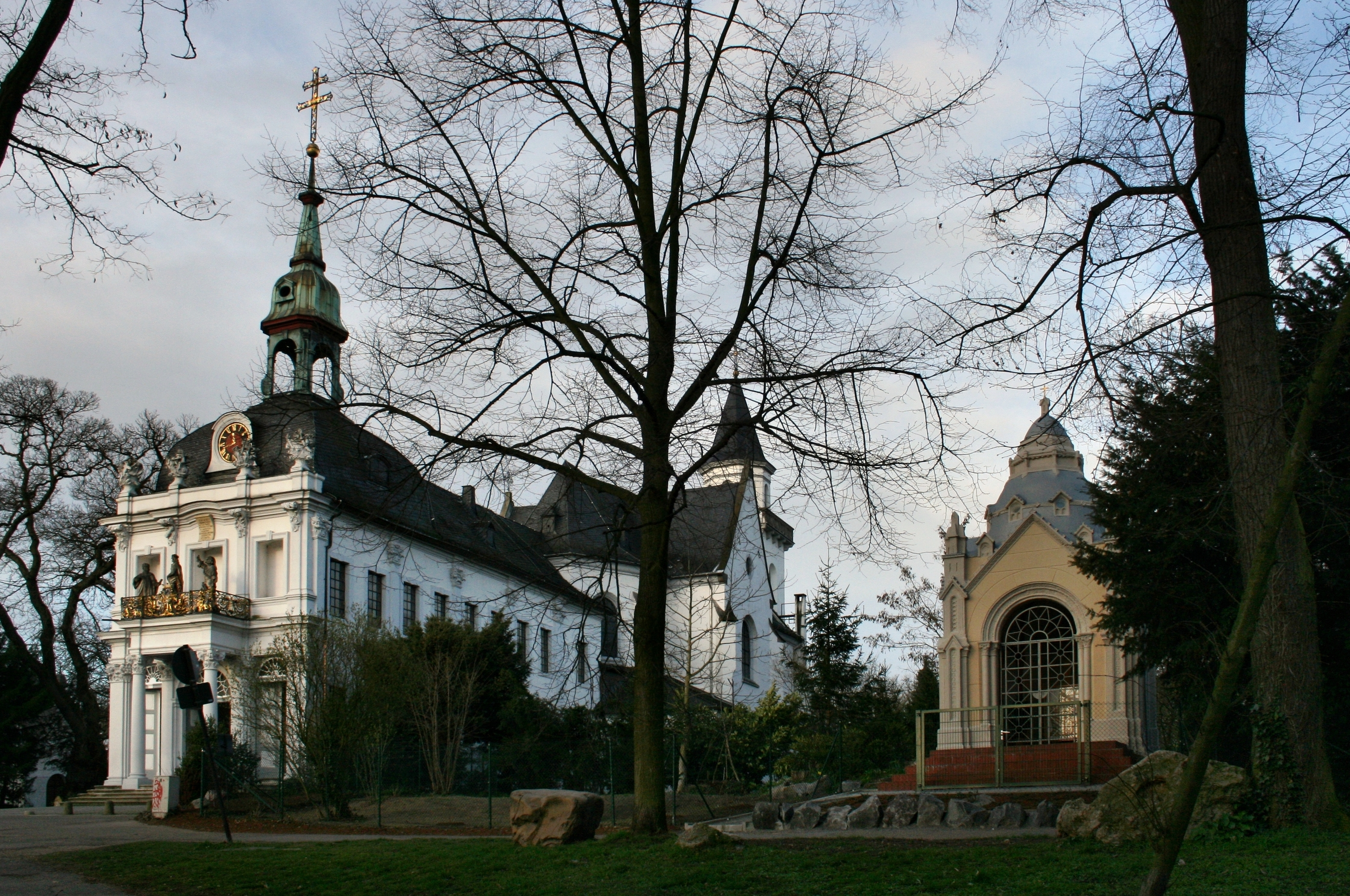
Anlage der Kreuzbergkirche mit der Heiligen Stiege (links), rechts die Freundeskapelle (2010)

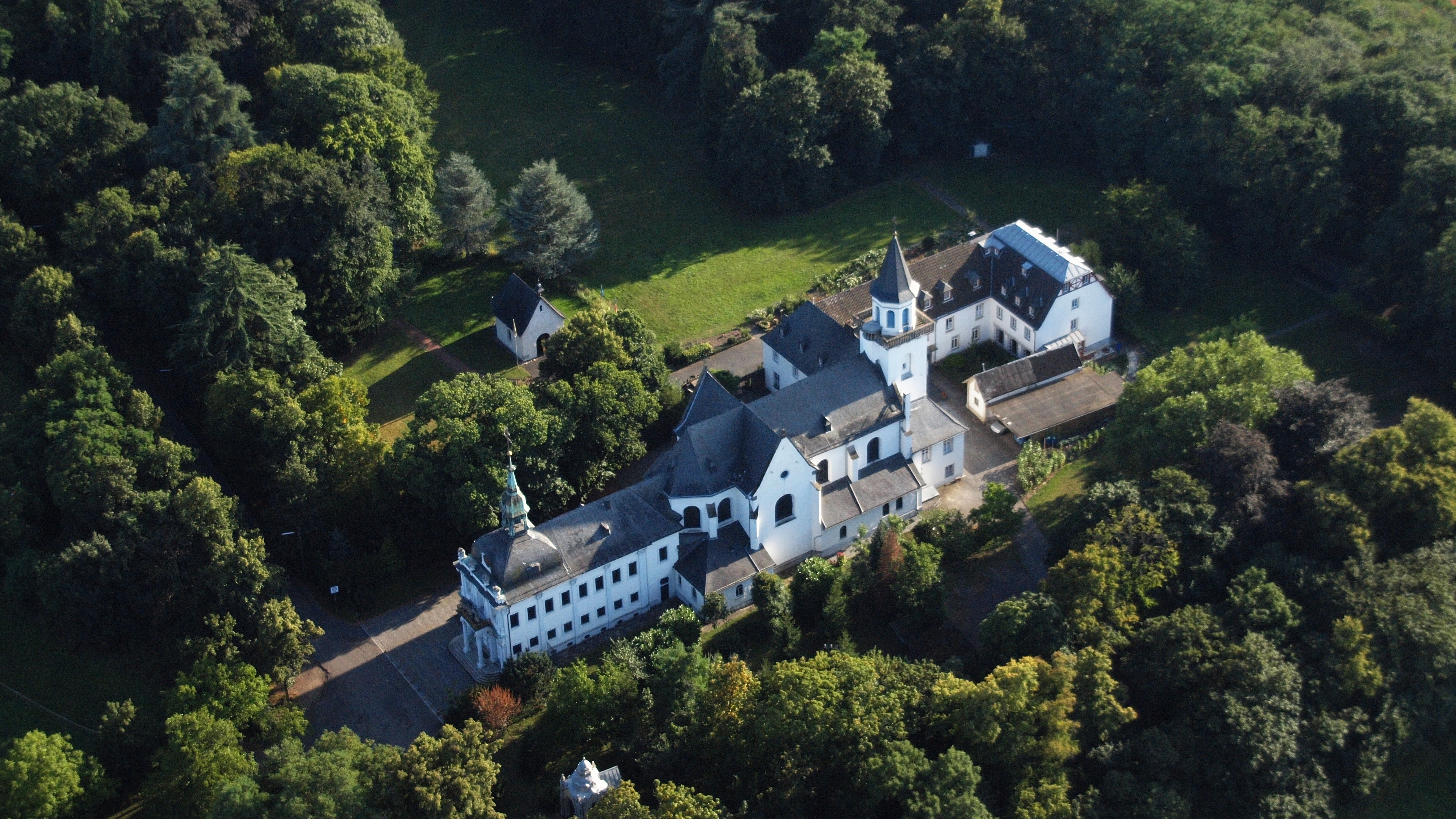
Luftaufnahme der Kreuzbergkirche (2013)

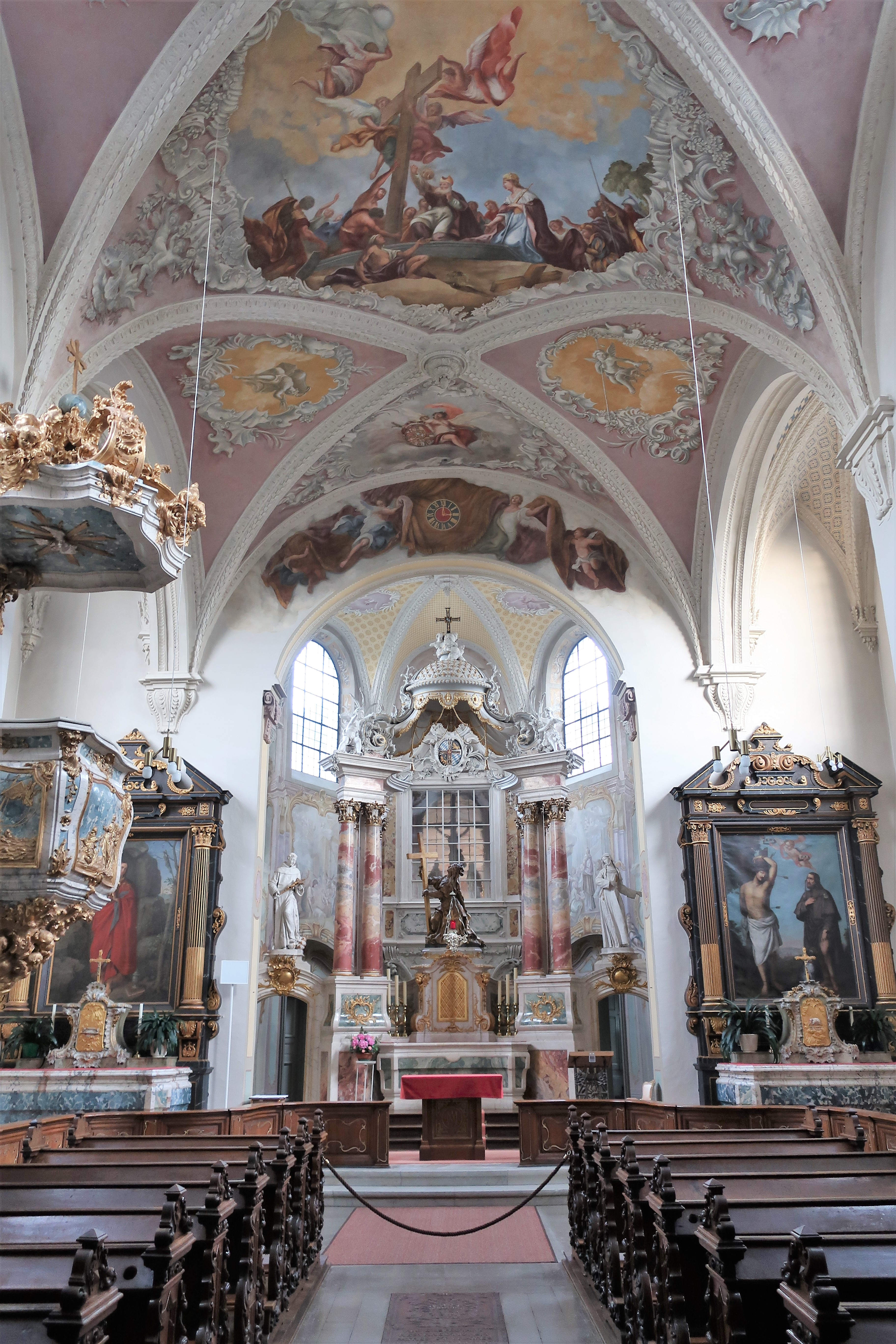
Inneres

Die Kreuzbergkirche ist ein Kirchengebäude im Bonner Ortsteil Endenich, das bis zum Jahr 1627 im Auftrag des Kurfürsten und Erzbischofs von Köln, Ferdinand von Bayern, auf dem Gipfel des Kreuzbergs erbaut wurde. Die Türme der Kirche sind von weiten Teilen Bonns und des Vorgebirges aus sichtbar. Sie steht als Gesamtanlage einschließlich der Heiligen Stiege, des Klostergebäudes sowie drei Kreuzwegstationen als Baudenkmal unter Denkmalschutz.

## Geschichte
Schon vor der Errichtung der heutigen Kreuzbergkirche befand sich auf dem Kreuzberg eine Wallfahrtsstätte, an der das heilige Kreuz nachweislich ab dem 15. Jahrhundert verehrt wurde.
Ältestes erhaltenes Zeugnis ist ein Bildstock am Weg von Bonn-Ippendorf zum Kreuzberg aus dem Jahr 1616. In der Nähe dieses Bildstocks befand sich bis zum Jahr 1627 eine Kreuzkapelle, die vermutlich in spätgotischer Zeit errichtet wurde.
Nach der Überlieferung pilgerten im Jahr 1429 etwa 50.000 Menschen zu einem Kreuz oberhalb von Bonn-Lengsdorf. Dieses Kreuz stand vermutlich an gleicher Stelle, an der die Kreuzkapelle erbaut wurde.
Nach dem Abbruch dieser Kreuzkapelle wurde bis zum Jahr 1627 im Auftrag des Erzbischofs von Köln, Ferdinand von Bayern, an anderer Stelle auf dem Kreuzberg die heutige Kreuzbergkirche erbaut.
Auf Veranlassung des Erzbischofs kamen im Jahr 1637 Bettelmönche des Servitenordens, die in besonderer Weise die Schmerzen der Gottesmutter verehren, aus Innsbruck nach Bonn. Für die Mönche wurde ein kleiner Konvent am Westturm der Kirche angebaut. Ein geplanter größerer Konvent, nach einem erhalten gebliebenen Bauplan, wurde nie ausgeführt.
Im Jahr 1746 stiftete Kurfürst Clemens August die Heilige Stiege, deren Planung der berühmte Baumeister Balthasar Neumann umsetzte, nach dem Stil des Treppenhauses im Brühler Schloss Augustusburg (erbaut von 1740 bis 1746). Sie befindet sich in einem repräsentativen Gebäude direkt vor der Kirche, das dem Haus des Pontius Pilatus entsprechen soll. Eingearbeitete Messingkreuze auf der zweiten, elften und letzten von 28 Stufen markieren die Stellen, an denen der Sage nach Fragmente des Kreuzes Christi in die Treppe eingelassen sein sollen. In einer Kapelle am Ende der Treppe steht ein Altar mit einer Kreuzigungsgruppe. Die Malereien im Gewölbe thematisieren den Triumph des Kreuzes.
Im Verlauf der Säkularisation mussten die Serviten im Jahr 1802 die Kirchenanlage räumen. Als letzter verließ der Prior am 17. August 1803 das Kloster, und sogleich zog ein von der französischen Behörde bestellter Pächter ein. Nach einem Bericht des Jesuitenpaters Karl Dolfinger (1888) verwandelte der Pächter die Klostergebäude in ein Wirtshaus mit häufigen Tanzveranstaltungen. Der Kreuzberg wurde nun ein „Lieblingsort französischer Soldaten, ein Tummelplatz des Leichtsinns und der Ausgelassenheit, gar häufig erschallend von wüstem Lärm, von abscheulichen Flüchen und Zoten.“
Napoleon besuchte Bonn am 17. September 1804 und ritt dabei auch auf den Kreuzberg. Dabei soll der Franzosenkaiser sogar versucht haben, mit seinem Schimmel die Heilige Stiege hinaufzureiten, doch stürzte das Pferd dabei und Napoleon brach sich angeblich sogar ein Bein. Letzteres dürfte jedoch eine Legende sein, die darauf zurückgeht, dass Napoleon bei seinem Bonn-Besuch vielmehr in der steil zum Rhein abfallenden Vogtsgasse vornüber stürzte, weil sein Schimmel auf dem Kopfsteinpflaster strauchelte.
1809 brannte der Kirchturm nach einem Blitzeinschlag bis zur Galerie ab, und die Klostergebäude wurden öffentlich zum Abbruch verkauft. Doch blieben Kreuzbergkirche und Heilige Stiege 1809 durch die Bemühungen des Bonner Hofrats Caspar Oppenhoff vor dem Abriss bewahrt.
Zur Zeit der Jesuiten, in den Jahren von 1855 bis 1872, wurden die Bildstöcke der „Sieben Fußfälle“ am Wallfahrtsweg aus Richtung Bonn-Poppelsdorf und die 14 Stationen des Kreuzweges (1861–1865) errichtet. Die Stationen des Kreuzweges wurden am Weg rund um die Kirchenanlage errichtet, sind aber nur noch teilweise erhalten. Weitere Bildstöcke wurden am Weg von Bonn-Endenich zur Kirche errichtet.
Den Jesuiten als Bewohner der Kirchenanlage folgten von 1889 bis Ende 1968 die Franziskaner (OFM). Sie gehörten zur Sächsischen Franziskanerprovinz (Saxonia), ab 1929 zur wiederbelebten Kölnischen Franziskanerprovinz (Colonia). Die Franziskaner hatten den Kreuzberg für 99 Jahre gepachtet und erwarben 1891 zusätzliche benachbarte Parzellen. Da das Bonner Kloster keine eigene juristische Person mit Kooperationsrechten war, wurde das Eigentumsrecht auf das Franziskanerkloster Paderborn eingetragen. Um die Wende zum 20. Jahrhundert bestand der Konvent meist etwa aus sieben Patres und elf Laienbrüdern.
Knapp drei Monate nach Kriegsende, in der Nacht vom 4. zum 5. August 1945, drangen unbekannte Plünderer in das Kreuzbergkloster ein und erschossen die Patres Bruno Feldmann, Werner Raaf und Florus van Look in ihren Betten. Laut dem Ippendorfer Heimatforscher Bernhard Berzheim ermordeten die Räuber ferner einen zufällig im Kloster übernachtenden Kriegsheimkehrer, nach dem Endenicher Heimatforscher Herbert Weffer stritten sie sich dann und töteten auch noch zwei der eigenen Leute. Eine Woche später, am 12. August 1945, wurde schließlich Schwester Amata, Oberin der Endenicher St. Paulus-Heilanstalt, bei den „Sieben Fußfällen“ von vermutlich derselben Räuberbande erschossen, als sie Paramente aus dem Benediktinerinnenkloster zur Beerdigung der Patres bringen wollte. Die von der Mordserie erschütterte Bevölkerung lastete die Verbrechen ehemaligen polnischen oder russischen Zwangsarbeitern an, doch wurden die Täter niemals ermittelt.
Seit 1970 befindet sich auf dem Kreuzberg ein Zentrum für internationale Bildung und Kulturaustausch.

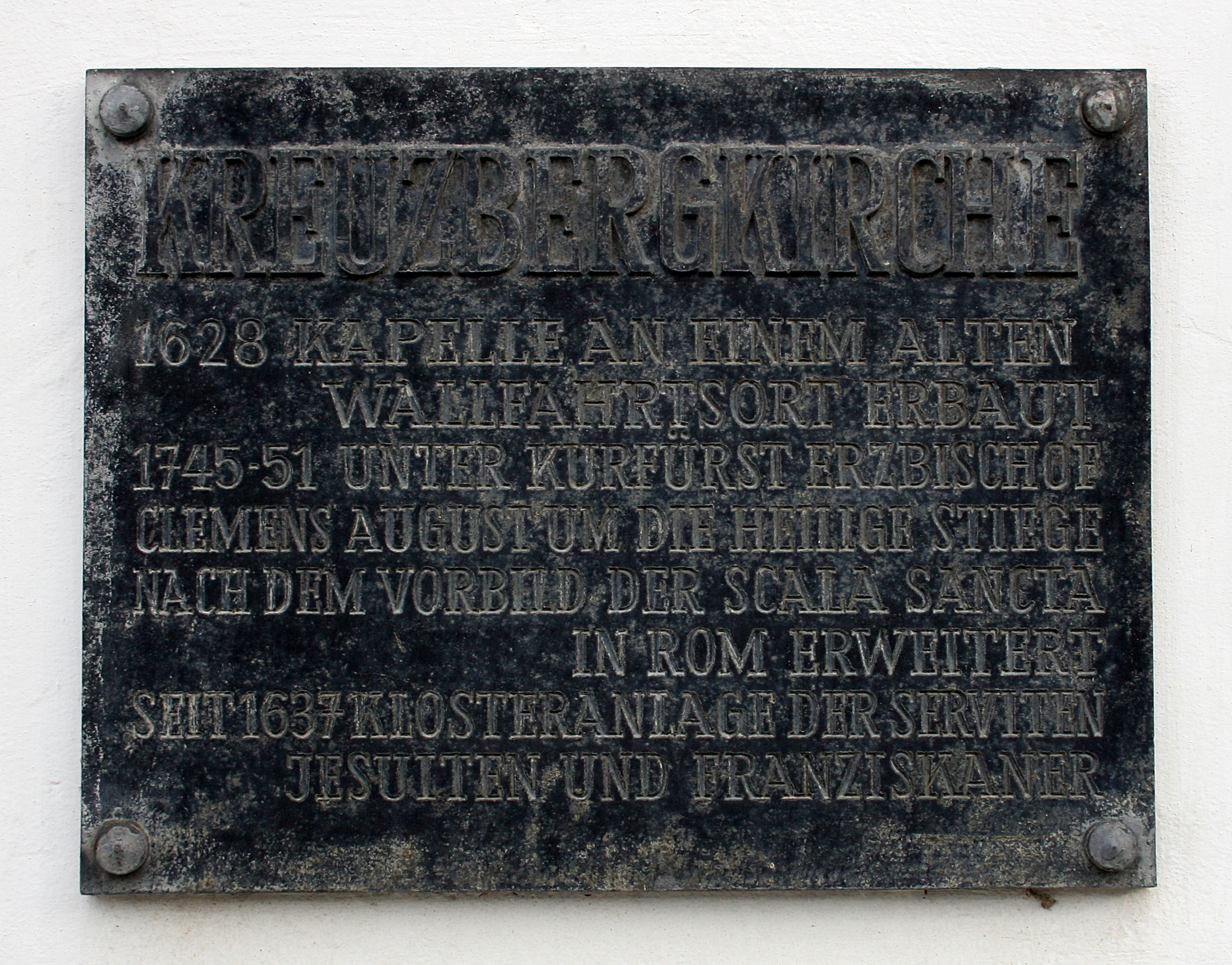
Tafel an der Kirche
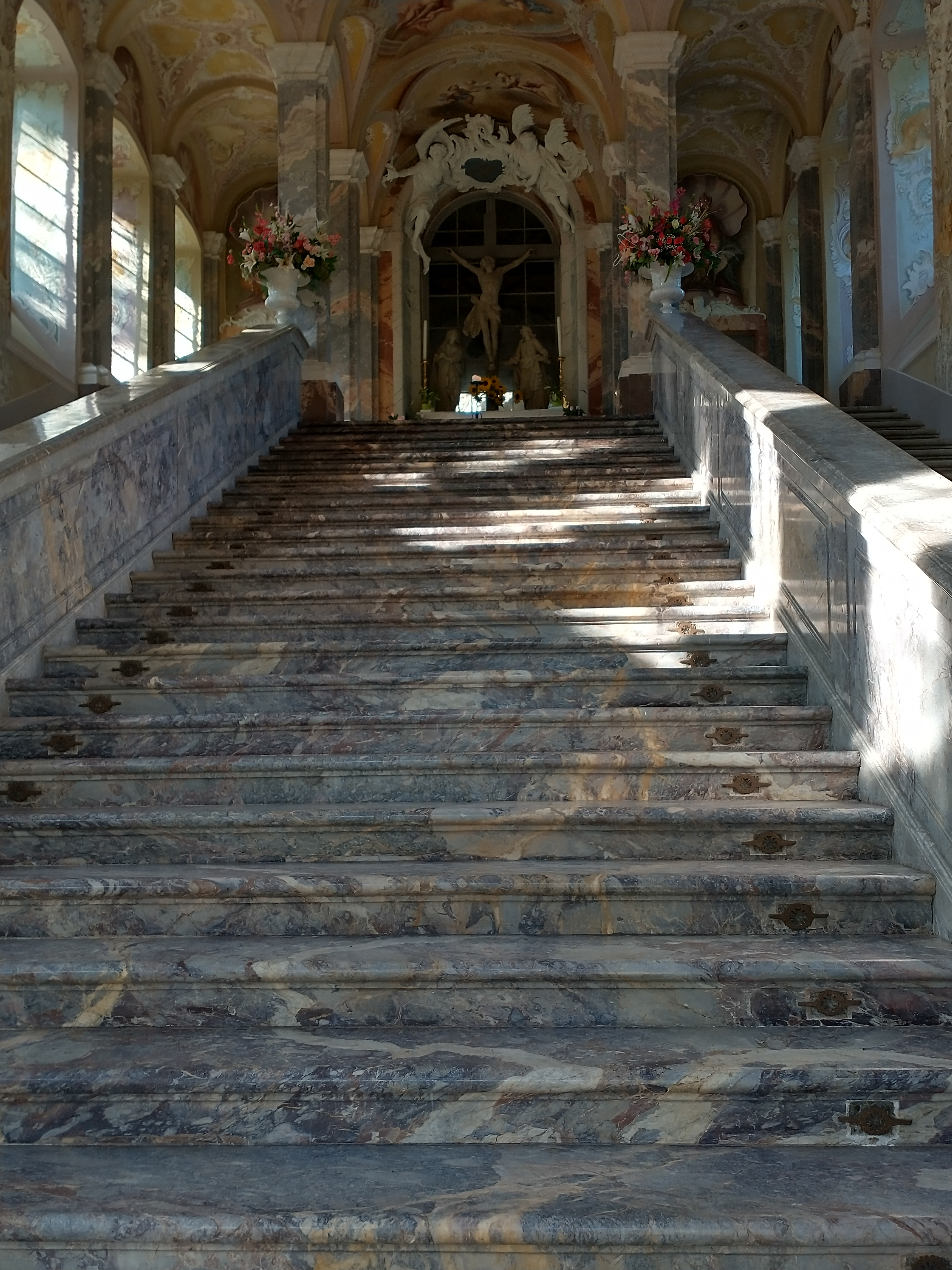
Heilige Stiege
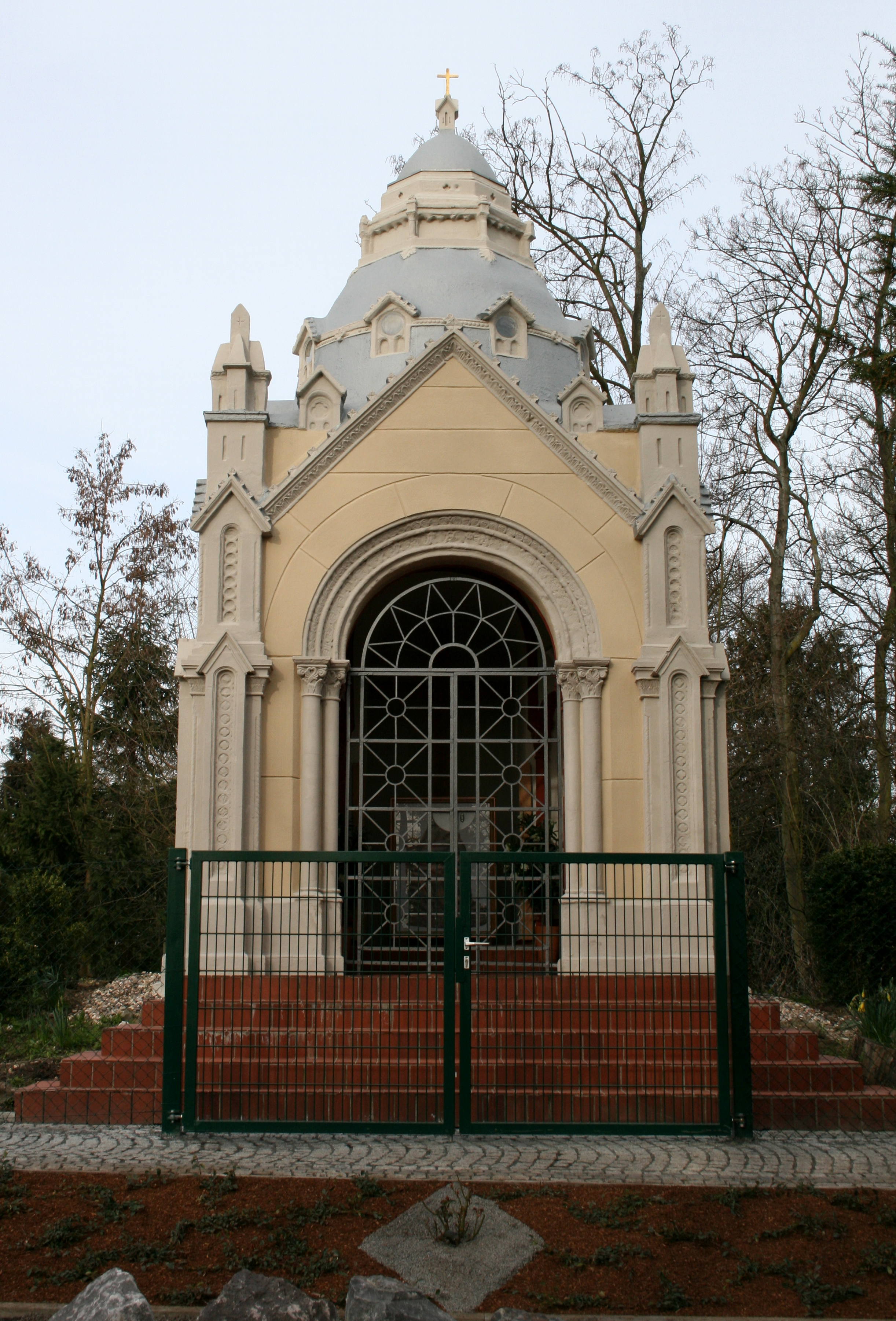
Stationskapelle der Schmerzhaften Mutter

## Orgel

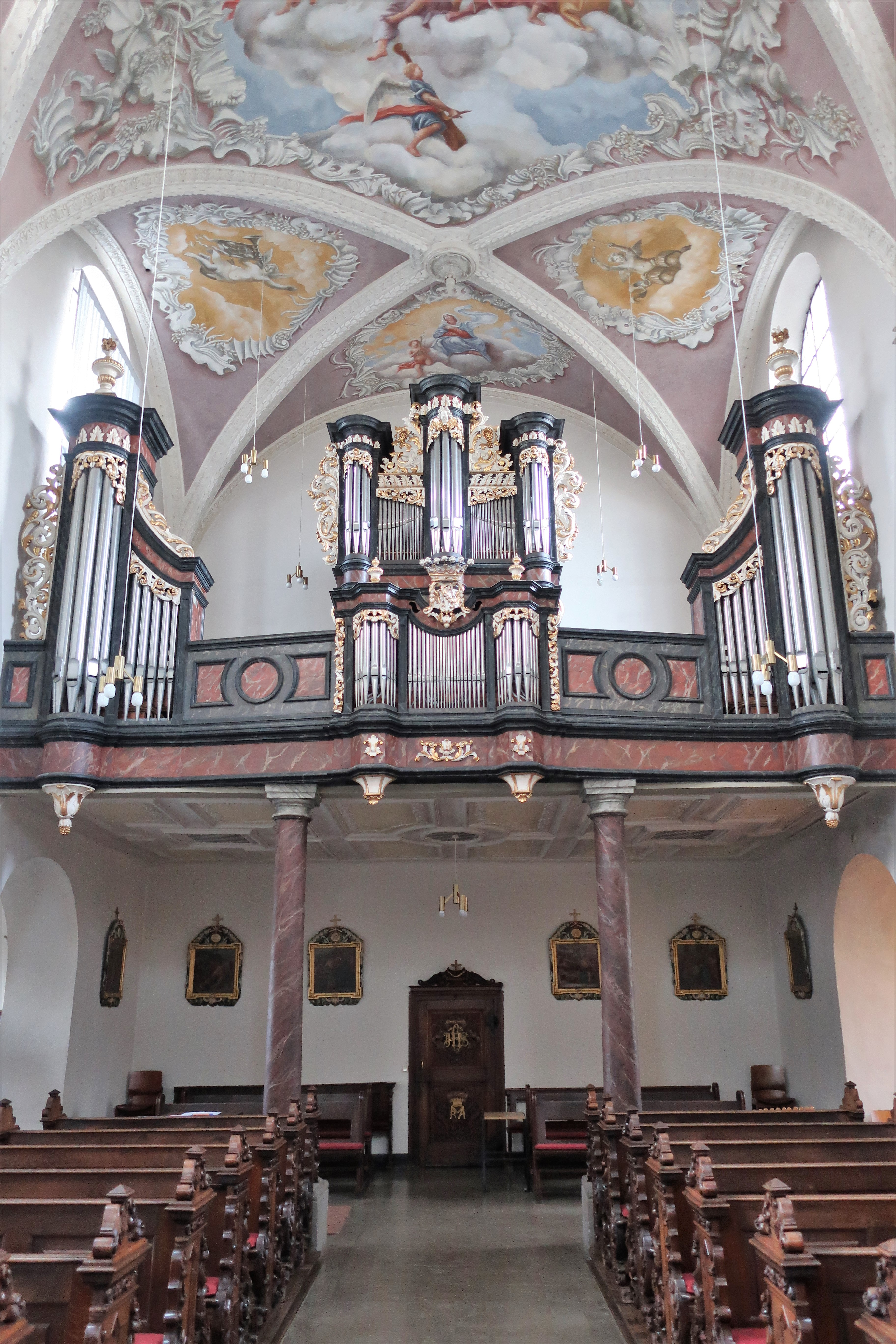
Blick auf die Orgel hinter historischem Prospekt

Im Zuge einer grundlegenden Kirchenrestaurierung 1714 schafften die Mönche aus eigenen Mitteln eine Orgel an, die vor der Westwand aufgestellt wurde. Aus den Akten der 1802 aufgehobenen Bonner Klöster und Konvente geht hervor, dass diese Orgel 1780 einer grundlegenden Instandsetzung unterzogen wurde, 20 Register hatte und bei der Säkularisierung noch in „ziemlich gutem Zustand“ war. 1805 befand sie sich nicht mehr in der Kirche.
1817, nachdem die Rheinlande preußisch geworden waren, gab der preußische Kronprinz Friedrich Wilhelm eine ansehnliche Geldsumme zur Erhaltung von Kloster und Kirche, von der auch eine kleine Orgel mit fünf Registern angeschafft wurde. Aus einem Dokument von 1842 geht hervor, dass die Orgel zu diesem Zeitpunkt nicht mehr spielbar und restaurationsbedürftig war.
1902 wurde eine neue, pneumatische Klais-Orgel in den Dienst genommen (II/P/19). Eine 1939 erschienene Festschrift zum 50. Jahrestag der Klosterübernahme durch den Franziskanerorden erwähnt dabei die „Beschaffung einer neuen Orgel 1899–1902“. Dabei ist der Ausdruck „Beschaffung“ ebenso ungewöhnlich wie der angegebene Dreijahres-Zeitraum, da ein Orgelneubau dieser Größe damals in der Regel nur wenige Monate dauerte. Vermutlich ist dies so zu erklären, dass Johannes Klais das historische barocke Orgelgehäuse, in dem sich die Kreuzberg-Orgel bis heute befindet, erst beschaffen und restaurieren musste. Die Herkunft dieses Orgelgehäuses ist nicht mehr bekannt.
1968/69 baute die Bonner Firma Klais in dem historischen Gehäuse ein neues, neobarockes Orgelwerk ein. Wegen der Renovierung der Kirche musste die Orgel 1992 ausgebaut werden; 1998 wurde sie mit einigen Veränderungen, die im Geiste des rheinisch-barocken Orgelbaus stehen, wieder eingebaut. Das Instrument hat 26 Register auf zwei Manualen und Pedal. Die Spieltrakturen sind mechanisch, die Registertrakturen elektrisch. Die Disposition lautet:
| I Oberwerk C–g3 |                |               |
| 1.              | Prinzipal      | 8′ (neu 1998) |
| 2.              | Viola da Gamba | 8′            |
| 3.              | Rohrflöte      | 8′            |
| 4.              | Octav          | 4′            |
| 5.              | Gedackt        | 4′            |
| 6.              | Quinte         | 2 ⁄3′         |
| 7.              | Octav          | 2′            |
| 8.              | Terz           | 1 3⁄5′        |
| 9.              | Cornett III    | 2 ⁄3′         |
| 10.             | Mixtur IV      | 1 ⁄3′         |
| 11.             | Trompete       | 8′            |
| 12.             | Vox humana     | 8′            |

| II Rückpositiv C–g3 |                 |          |
| 13.                 | Gedackt         | 8′ (B/D) |
| 14.                 | Flaut travers   | 8′ (D)   |
| 15.                 | Rohrflöte       | 4′       |
| 16.                 | Principal       | 2′       |
| 17.                 | Sifflöte        | 1 ⁄3′    |
| 18.                 | Tintinabulum II | 1 3⁄5′   |
| 19.                 | Scharff III     | 1⁄2′     |
| 20.                 | Dulcian         | 8′       |
|                     | Tremulant       |          |

| Pedal C–f1 |           |     |
| 21.        | Subbass   | 16′ |
| 22.        | Principal | 8′  |
| 23.        | Gedackt   | 8′  |
| 24.        | Oktave    | 4′  |
| 25.        | Posaune   | 16′ |
| 26.        | Trompete  | 8′  |

- Koppeln: II/I, I/P, II/P
- Spielhilfen: 3072-fache Setzeranlage

Anmerkungen
1. ↑  1969 ursprünglich Quintadena 8′
2. ↑  1969 Praestant 4′ genannt
3. ↑  Aus einer Sesquialtera II von 1969 einzeln spielbar gemacht
4. ↑  Aus einer Sesquialtera II von 1969 einzeln spielbar gemacht
5. ↑  1969 ursprünglich Cymbel II  1⁄4′
6. ↑  1969 ursprünglich 1′
7. ↑  1969 ursprünglich Carillon II-III
8. ↑  1969 ursprünglich Scharff IV
9. ↑  1969 Liebl. Posaune genannt; Pfeifen unverändert
10. ↑  1969 ursprünglich Rauschpfeife III

## Glocken

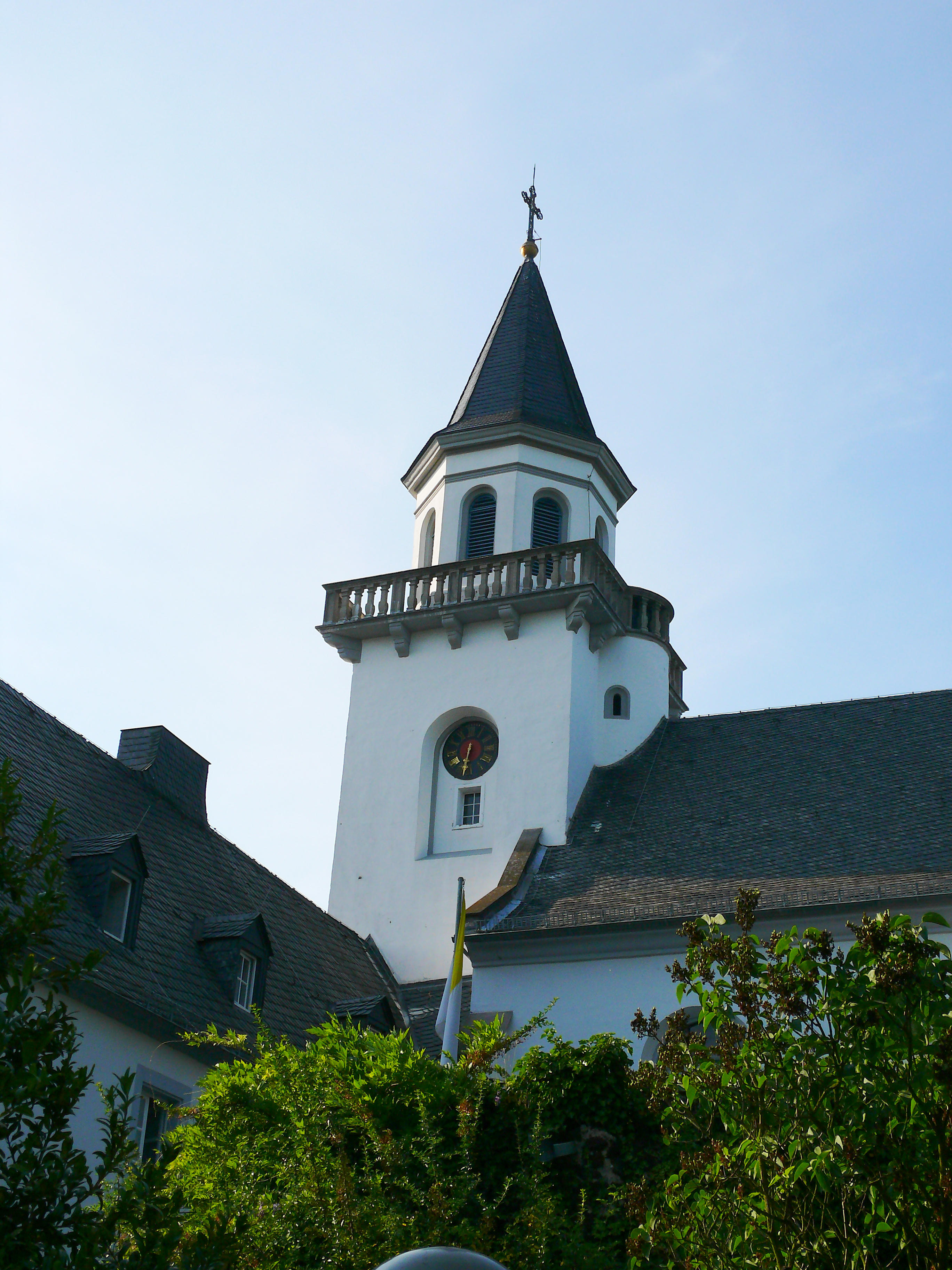
Glockenturm

Im Glockenturm hängt ein Geläut aus drei Glocken, die im Jahre 1925 von der Glockengießerei Bachert in Karlsruhe aus Bronze gegossen worden sind. Da sie von den Zerstörungen des Zweiten Weltkrieges verschont geblieben sind, haben sie Denkmalwert; nur wenige Glocken aus dieser Zeit sind noch erhalten.
| Glocke | Gussjahr | Gießer, Gussort                            | Durchmesser | Masse  | Schlagton (HT-1⁄16) |
| ------ | -------- | ------------------------------------------ | ----------- | ------ | ------------------- |
| 1      | 1925     | Alfred I. oder Karl II. Bachert, Karlsruhe | 1060 mm     | 678 kg | g1 −7               |
| 2      | 1925     | Alfred I. oder Karl II. Bachert, Karlsruhe | 0880 mm     | 380 kg | b1 −1               |
| 3      | 1925     | Alfred I. oder Karl II. Bachert, Karlsruhe | 0780 mm     | 270 kg | c2 −5               |